# Touton
Touton est une société française de négoce fondée à Bordeaux en 1848. Peu connu du grand public, le groupe est le quatrième négociant mondial de cacao, et plus généralement, l'un des principaux groupes de négoce en denrées agricoles tropicales. 

## Histoire

### Groupe familial (1848-1992)
L'entreprise Anthony & Touton est créée en 1848 à Bordeaux par Louis Anthony. Elle se lance dans le négoce de la cannelle, du gingembre et des clous de girofle, en provenance de l'océan Indien. Au début du vingtième siècle, le groupe contribue largement à ce que Bordeaux devienne la capitale de l'épicerie fine. Dans les années 1950, le groupe, fort du développement d'une activité nouvelle dans le cacao, prend le nom d'Établissements Roger Touton. 
De 1977 à 1992, l'entreprise est une filiale de Sucres et Denrées. 

### Sous la direction de Patrick de Boussac (depuis 1992)
En 1992, le groupe est racheté par Patrick de Boussac, avec quelques cadres dirigeants, dans le cadre d'un emprunt financé par des banques. Il prend alors simplement le nom de Touton. 
Entre 1992 et 1997, le groupe ouvre des bureaux dans les pays producteurs, à Moscou, en Côte d'Ivoire et au Nigeria.  
En 1997, le groupe acquiert en Côte d'Ivoire la Société Agricole de l'Ouest, qui possède trois plantations pour un total de 1 784 hectares, sur lesquels poussent du cacao et des arbres à huile de palme. En 2003, Touton se lance dans le commerce du café en Côte d'Ivoire. 
En 2010, Touton envisage de se diversifier dans le soja et les céréales. 
En 2012, Touton étend ses unités de production dans le port autonome de San Pédro, en Côte d'Ivoire. 

## Activités

### Cacao
Touton est particulièrement actif dans le commerce de cacao. Ainsi, en 2010, le groupe a acheté et revendu près de 10 % du cacao produit dans le monde. À ce titre, l'entreprise est membre de la European Cocoa Association, de la Federation of Cocoa Commerce, de l'International Cocoa Initiative ainsi que de la World Cocoa Foundation. Olivier Hullot, directeur du département statistiques de Touton, est ainsi nommé secrétaire de la Federation of Cocoa Commerce en 2018.
La Côte d'Ivoire est la principale source d'approvisionnement de Touton, même si l'entreprise fait aussi appel à des traitants libanais.
En 2015, le groupe a ouvert une usine dédiée à la liquéfaction des fèves au Ghana.

### Café
Touton achète et revend du café arabica et du café robusta. L'entreprise est membre de la Global Coffee Platform.

### Épices
Le commerce des épices est l'activité historique de Touton, depuis la fondation du groupe au XIXe siècle.

### Vanille
Touton commercialise également de la vanille, auprès du secteur de la parfumerie, des producteurs d'aromes et de l'industrie agroalimentaire.
En 2016, après une mauvaise récolte à Madagascar, le prix de la vanille augmente fortement. Un représentant de Touton déclare alors que la flambée des prix est due à la spéculation et au mauvais conditionnement des gousses, et qu'elle pourrait conduire les industriels de l'agroalimentaire à privilégier la vanille de synthèse. Il dit également douter de l'efficacité des mesures prises par le gouvernement malgache pour lutter contre le vol de vanille ou la cueillette de plants non matures.
En 2021, Touton s'exprime une nouvelle fois sur le sujet de la vanille malgache. En raison d'une demande globale trop élevée d'arôme vanille, le groupe Touton s'est lancé dans les produits de substitution, et en particulier la vanilline produite à partir d'huiles essentielles de clous de girofle. Ce procédé chimique permet de diminuer sensiblement le coût de revient au kilo, même s'il est susceptible de créer de la confusion chez les consommateurs.

### Investissement
En parallèle de ses activités dans le négoce, Touton dispose également d'un fonds d'investissement, RésiliAnce. En janvier 2021, ce fonds investit dans HD Rain, une start-up spécialisée dans la prévision météorologique.

## Présence
En dehors de France, le groupe Touton est implanté dans les pays suivants :
- Côte d'Ivoire ;
- États-Unis ;
- Ghana ;
- Nigeria ;
- Ouganda ;
- Singapour ;
- Vietnam.

Par ailleurs, ses activités couvrent également le Cameroun, Madagascar, la Malaisie, l'Indonésie et le Laos.

## Organisation
Le groupe est organisé autour de ses filiales exportatrices, implantées dans les pays d'origine. Celles-ci accueillent régulièrement des Français expatriés.
En ce qui concerne les clients et les fournisseurs du groupe, Olivier Lieutard, directeur général délégué, a précisé en 2021 : « Dans notre métier, il n’y a pas de place acquise ni de parts de marché qui nous soient réservées. Aucun contrat cadre ne nous lie à un fournisseur ou à un client pour les cinq ou dix prochaines années. Chaque matin, il faut donc se remettre à l’ouvrage, challenger le statu quo et innover. »

## Responsabilité sociale et environnementale
En 2015, Touton ouvre son premier centre de formation professionnelle à destination des agriculteurs au Ghana. En coopération avec la Ghana Cocoa Board and Forestry Commission, Touton a lancé en 2016 le Climate Smart Cocoa Programme, visant à rendre la culture et le commerce du cacao plus durables.
En janvier 2021, le groupe Touton publie un rapport sur l'amélioration de la durabilité de la chaîne d'approvisionnement du cacao, dans lequel il révèle un partenariat avec la Fondation Jacobs ainsi que des mesures visant à assurer la subsistance des agriculteurs et l'autonomisation des femmes.
Toujours en 2021, Olivier Lieutard, directeur général délégué, affirme : « Nous travaillons beaucoup avec les communautés de planteurs, leurs familles ainsi qu’avec les autorités locales et étatiques pour développer des programmes qui s’affrontent à la question de la déforestation ou au travail des enfants ».

## Controverses
En 2021, Touton est accusé, aux côtés de Sucden et de Cargill, de détenir un monopole sur le cacao ivoirien.